# Beth Dover
Beth Dover (Chicago, 1978. augusztus 29. –) amerikai színésznő. Legismertebb szerepe a Narancs az új fekete című Netflix-sorozatban Linda Ferguson alakítása.

## Karrierje
Az Narancs az új fekete (2015-2019) című vígjáték-dráma sorozatban Linda Ferguson szerepében nyújtott alakításával kapcsolatban Dover antihősként jellemzi karakterét. A színésznő elmondása szerint nagyon élvezett a saját etikai elveitől eltérő karaktert alakítani.
Egy Kate nevű karaktert alakított az Outpost (2022) című pszichológiai horrorfilmben, amelyet férje, Joe Lo Truglio készített.

## Filmográfia
- Kenan és Kel (1996)
- G – Szerelemre ítélve (2002)
- A tíz (2007)
- Gyilkos elmék: Evolúció (2007)
- Partiszervíz színész módra (2009)
- Whitney élete (2011)
- Égető szerelem (2012-2013)
- Így neveld a faterod (2013)
- Kúria (2013-2018)
- Amerika Huangjai (2015)
- Rémálomgyár (2015)
- Barátok és egyéb gubancok (2015)
- Narancs az új fekete (2015-2019)
- Új csaj (2016)
- Atyám, Zorn! (2016)
- Eskü: A terror orvosa (2018)
- Anyaság túlsúlyban (2019)
- Szilaj, a szabadon száguldó (2019)
- Harc a vírus ellen (2020)
- Papíron jónak tűnt (2021)
- Bármit, csak ezt ne (2024)

## Magánélete
Férje Joe Lo Truglio, akivel 2014-ben kötöttek házasságot. Egy gyermekük született.

## Fordítás
- Ez a szócikk részben vagy egészben  a   Beth Dover című angol Wikipédia-szócikk ezen változatának fordításán alapul.  Az eredeti cikk szerkesztőit annak laptörténete sorolja fel. Ez a jelzés csupán a megfogalmazás eredetét és a szerzői jogokat jelzi, nem szolgál a cikkben szereplő információk forrásmegjelöléseként.